# Lista planetelor minore: 294001–295000
Aceasta este lista planetelor minore cu numerele 294001–295000.

## 294001–294100
| Denumire | Denumire provizorie | Data descoperirii | Locul descoperirii | Descoperitor(i)     |
| -------- | ------------------- | ----------------- | ------------------ | ------------------- |
| 294001 – | 2007 TM87           | 8 octombrie 2007  | Mount Lemmon       | Mount Lemmon Survey |
| 294002 – | 2007 TR88           | 8 octombrie 2007  | Kitt Peak          | Spacewatch          |
| 294005 – | 2007 TO94           | 7 octombrie 2007  | Catalina           | CSS                 |
| 294020 – | 2007 TN113          | 8 octombrie 2007  | Anderson Mesa      | LONEOS              |
| 294047 – | 2007 TY142          | 15 octombrie 2007 | Dauban             | Chante-Perdrix      |
| 294048 – | 2007 TZ146          | 6 octombrie 2007  | Socorro            | LINEAR              |
| 294077 – | 2007 TZ184          | 13 octombrie 2007 | Gaisberg           | R. Gierlinger       |
| 294082 – | 2007 TZ191          | 7 iunie 2002*     | Palomar            | NEAT                |

## 294101–294200
| Denumire | Denumire provizorie | Data descoperirii | Locul descoperirii | Descoperitor(i) |
| -------- | ------------------- | ----------------- | ------------------ | --------------- |
| 294168 – | 2007 TY369          | 12 octombrie 2007 | Goodricke-Pigott   | R. A. Tucker    |

## 294201–294300
| Denumire           | Denumire provizorie | Data descoperirii | Locul descoperirii   | Descoperitor(i) |
| ------------------ | ------------------- | ----------------- | -------------------- | --------------- |
| 294210 –           | 2007 UA             | 16 octombrie 2007 | Mayhill              | A. Lowe         |
| 294211 –           | 2007 UY             | 16 octombrie 2007 | 7300 Observatory     | W. K. Y. Yeung  |
| 294215 –           | 2007 UK3            | 18 octombrie 2007 | Junk Bond            | D. Healy        |
| 294216 –           | 2007 UM4            | 16 octombrie 2007 | Bisei SG Center      | BATTeRS         |
| 294217 –           | 2007 UL6            | 20 octombrie 2007 | Tiki                 | N. Teamo        |
| 294295 Brodardmarc | 2007 VU             | 1 noiembrie 2007  | Marly                | P. Kocher       |
| 294296 –           | 2007 VS2            | 3 noiembrie 2007  | Vallemare di Borbona | V. S. Casulli   |
| 294297 –           | 2007 VM4            | 3 noiembrie 2007  | Majorca              | OAM             |
| 294298 –           | 2007 VT4            | 3 noiembrie 2007  | Kitami               | K. Endate       |

## 294301–294400
| Denumire | Denumire provizorie | Data descoperirii | Locul descoperirii | Descoperitor(i)        |
| -------- | ------------------- | ----------------- | ------------------ | ---------------------- |
| 294302 – | 2007 VL10           | 3 noiembrie 2007  | Needville          | Needville              |
| 294333 – | 2007 VU73           | 2 noiembrie 2007  | Purple Mountain    | PMO NEO Survey Program |
| 294336 – | 2007 VZ83           | 5 noiembrie 2007  | La Sagra           | OAM                    |
| 294347 – | 2007 VL91           | 7 noiembrie 2007  | Calvin-Rehoboth    | L. A. Molnar           |

## 294401–294500
| Denumire      | Denumire provizorie | Data descoperirii | Locul descoperirii | Descoperitor(i)      |
| ------------- | ------------------- | ----------------- | ------------------ | -------------------- |
| 294402 Joeorr | 2007 VN189          | 11 noiembrie 2007 | Anderson Mesa      | L. H. Wasserman      |
| 294437 –      | 2007 VH267          | 13 noiembrie 2007 | Cerro Burek        | Cerro Burek          |
| 294498 –      | 2007 WL55           | 30 noiembrie 2007 | Lulin Observatory  | T.-C. Yang, Q.-z. Ye |

## 294501–294600
| Denumire            | Denumire provizorie | Data descoperirii | Locul descoperirii | Descoperitor(i)     |
| ------------------- | ------------------- | ----------------- | ------------------ | ------------------- |
| 294508 –            | 2007 XV3            | 1 decembrie 2007  | Lulin Observatory  | LUSS                |
| 294511 –            | 2007 XO10           | 3 decembrie 2007  | Eskridge           | G. Hug              |
| 294512 –            | 2007 XS10           | 5 decembrie 2007  | Pla D'Arguines     | R. Ferrando         |
| 294519 –            | 2007 XB18           | 12 decembrie 2007 | Great Shefford     | P. Birtwhistle      |
| 294542 –            | 2007 YU             | 16 decembrie 2007 | Bergisch Gladbach  | W. Bickel           |
| 294543 –            | 2007 YN2            | 18 decembrie 2007 | Vicques            | M. Ory              |
| 294590 –            | 2007 YP70           | 16 decembrie 2007 | La Cañada          | J. Lacruz           |
| 294595 Shingareva   | 2008 AH1            | 6 ianuarie 2008   | Zelenchukskaya     | T. V. Kryachko      |
| 294596 –            | 2008 AV1            | 8 ianuarie 2008   | Dauban             | F. Kugel            |
| 294600 Abedinabedin | 2008 AA3            | 7 ianuarie 2008   | Lulin Observatory  | Q.-z. Ye, C.-S. Lin |

## 294601–294700
| Denumire      | Denumire provizorie | Data descoperirii | Locul descoperirii | Descoperitor(i)       |
| ------------- | ------------------- | ----------------- | ------------------ | --------------------- |
| 294618 –      | 2008 AJ29           | 10 octombrie 2008 | Desert Eagle       | W. K. Y. Yeung        |
| 294664 Trakai | 2008 AL86           | 3 ianuarie 2008   | Baldone            | K. Černis, I. Eglitis |

## 294701–294800
| Denumire             | Denumire provizorie | Data descoperirii | Locul descoperirii | Descoperitor(i)       |
| -------------------- | ------------------- | ----------------- | ------------------ | --------------------- |
| 294705 –             | 2008 BY14           | 29 ianuarie 2008  | Wildberg           | R. Apitzsch           |
| 294727 Dennisritchie | 2008 BV41           | 31 ianuarie 2008  | Jarnac             | T. Glinos, D. H. Levy |
| 294786 –             | 2008 CT50           | 6 februarie 2008  | Kanab              | E. E. Sheridan        |
| 294793 –             | 2008 CX70           | 10 februarie 2008 | Desert Moon        | B. L. Stevens         |

## 294801–294900
| Denumire | Denumire provizorie | Data descoperirii | Locul descoperirii | Descoperitor(i) |
| -------- | ------------------- | ----------------- | ------------------ | --------------- |
| 294814 – | 2008 CJ117          | 11 februarie 2008 | Andrushivka        | Andrushivka     |
| 294816 – | 2008 CT119          | 14 februarie 2008 | Grove Creek        | F. Tozzi        |

## 294901–295000
| Denumire | Denumire provizorie | Data descoperirii | Locul descoperirii | Descoperitor(i) |
| -------- | ------------------- | ----------------- | ------------------ | --------------- |
| 295000   | 2008 EQ36           | 3 martie 2008     | Kitt Peak          | Spacewatch      |